# Louis Favre (peintre)
 (septembre 2015).
Pour les articles homonymes, voir Favre et Louis Favre.
Louis Favre, né le 15 septembre 1891 à Annemasse (Haute-Savoie) et mort le 17 avril 1956 à Annemasse (Haute-Savoie), est un artiste-peintre, lithographe, écrivain et inventeur français.
Il a acquis une réputation internationale[réf. nécessaire] pour sa maîtrise de la technique picturale et lithographique, et son travail a été particulièrement apprécié dans de nombreux pays, notamment aux États-Unis et aux Pays-Bas.

## Biographie
Louis Favre naît à Annemasse le 15 septembre 1892 à la Maison Grillet, dans une famille nombreuse. Tout jeune, il a la soif de tout connaître et préfère s’isoler pour lire et dessiner plutôt que de jouer avec ses camarades. Adulte, il travaille comme arpenteur, mais quitte Annemasse pour Paris en 1912, où il débute comme dessinateur industriel. Rapidement, il se voue entièrement à sa passion : la peinture. C’est un autodidacte, qui n’a jamais eu de maître ni fréquenté d’école d’art.
Appelé sous les drapeaux et dans les tranchées à Verdun lors de la Première Guerre mondiale, il est blessé et attrape une bronchite chronique dont il souffrira toute sa vie. De retour à Paris en 1919, il rencontre Gertrude Stein qui est impressionnée par son travail et lui achète ses premières toiles.[réf. nécessaire] Grâce à ce mécène il va devenir populaire aux États-Unis. En 1924, il travaille à Vence pendant toute l’année avec son ami américain Ullmann. Le 5 mai de cette année-là il épouse Louise Henriette Turpin à Puteaux. En 1925, il rencontre chez Gertrude Stein le ministre des beaux-arts de Monzie qui s’intéresse beaucoup à son œuvre et l’invite chez lui pendant une année à Cahors. En 1926, après plusieurs années d’expérimentation, Favre redécouvre les techniques de l’ancienne Égypte de peinture à la cire. Il expose ses œuvres à Paris, boulevard Raspail. Avec l’aide du gouvernement français, il fait en 1927 son premier voyage en Afrique et travaille au Maroc. Exposition Le Sacre du printemps à Paris où il est remarqué par le critique d’art Waldemar George. De cette époque naît son amitié avec le sculpteur Jacques Lipchitz qui jouera un rôle important dans sa carrière artistique et l’introduira dans les milieux littéraires où son talent sera notamment reconnu par Paul Dermée et sa femme Celine Arnauld.
Ses toiles de cette époque sont presque toutes parties aux États-Unis. En 1929 il traverse de nouveau la Méditerranée et il travaille quelque temps à Alger. Entre 1930 et 1933, lassé du milieu des peintres, il se livre à des recherches et fait plusieurs inventions jusqu’au début de la guerre dans le domaine de l’ingénierie radio. Il écrit des nouvelles, des contes chinois, une pièce pour la radio qui fut jouée, et un roman policier pour lequel il reçoit le premier prix Lugdunum. En 1933 il construit une petite maison montagnarde à Saxel avec son ami le peintre néerlandais Louis Bos. Il envisage de s’y retirer et d’y fonder un atelier de lithographie. En 1934, il fait un séjour à Hossegor chez son ami Lucien Archinard et reprend goût à la peinture. Il fait des recherches de compositions et des esquisses d’art plus engagées par la vie sociale. De 1935 à 1939 il fait des recherches de paysages composés dans la région d’Annecy et à Genève.
En 1940 il fuit vers Lyon, très affecté par la guerre. Il réfléchit beaucoup sur les livres de Matila Ghyka, Paul Valéry, les poésies de Stéphane Mallarmé et Arthur Rimbaud. Il étudie les recherches sur la couleur de Henry, et c’est là qu’il trouvera sa vraie voie. Il fait durant la guerre et juste après plusieurs expositions de peintures à Lyon et se lance dans l’étude de la lithographie en couleurs. En 1946, il décide d’abandonner la peinture pour se consacrer exclusivement à la lithographie en couleurs, allant jusqu’à utiliser parfois 13 pierres différentes pour un sujet. Sa première lithographie en 8 couleurs (Les Joueurs) présentée à l’Exposition des gravures françaises contemporaines à Berlin, fait preuve d’un grand esprit novateur. Il obtient un très grand succès ainsi que lors d’une exposition à Vienne où toutes ses lithographies trouvent preneurs. Sa femme meurt à Saxel au mois de juin. En 1947, il part en Hollande pour La Haye où l’éditeur Stols lui fait illustrer Une saison en enfer de Rimbaud.
En 1948, il fait une exposition au Victoria and Albert Museum à Londres et les éditeurs Mouton & Cie de La Haye lui font illustrer Le Corbeau d’Edgar Poe. Ils lui offrent à la suite un contrat pour faire une série de grandes lithographies en couleurs à tirage très limité illustrant toute la série des Contes d’Edgar Poe.
En 1949, il travaille entre son studio de la rue de La Tour-d'Auvergne à Paris et son appartement de Van Hogendorpstraat à La Haye. Il fait aussi un séjour à Londres, et épouse Anna Cornelia Bosma à La Haye le 13 juillet. En 1951, son œuvre lithographique est exposée à la galerie Redfern de New York. En 1954, il représente la France avec trois autres artistes à la Biennale de Venise, à une exposition dans une galerie à Milan et participe à la troisième Biennale internationale de lithographies en couleurs contemporaines de Cincinnati, où il exposera aussi en 1956. En 1955 il tombe gravement malade et va chez son ami Lucien Archinard à Genève, puis dans sa maison de Saxel où son activité restera intense. Sa maladie s’aggravant, il part pour Le Rouret près de Nice où il réalise des maquettes pour les vitraux de l’église de Thusy – qui seront réalisés après sa mort – et reçoit de nombreuses commandes de vitraux qu’il ne pourra malheureusement honorer. En 1956 il rentre en avion à Annemasse où il meurt trois semaines plus tard, le 17 avril.

## Œuvres dans des collections publiques et privées
Musée de Newark (USA), Palais de la Résidence Générale (Rabat, Maroc), musée d'art de Cincinnati (USA), musée d’art et d’histoire (Genève, Suisse), musée de Montevideo (Uruguay), musée d’Helsinki (Finlande), Victoria and Albert Museum (Londres, Angleterre), Cabinet des Estampes (Boston, USA), Bibliothèque Nationale (Paris, France), musée de la Ville de Paris (France), collection Cone (Baltimore, USA), collection Vallotton (Lausanne, Suisse), Collection Gertrude Stein (New York, USA), collection Lucien Archinard (Genève, Suisse), collection Pierre Bertin (Paris, France), collection Pierre Berès (Paris, France), musée de Groningen (Pays-Bas).

## Expositions
- 1927 : « Le sacre du printemps », Paris
- 1943 : Lyon
- 1946 : Berlin, Vienne
- 1948 : Victoria and Albert Museum, Londres ;
  - Salon des indépendants
  - Salon d’Automne
- 1951 : The Redfern Gallery, New York
- 1952 : Musée d’art et d’histoire de Genève
  - Musée Boymans Van Beuningen de Rotterdam
- 1954 : Cercle d’échanges artistiques internationaux 
  - Milan
  - Biennale de Venise
- 1954 et 1956 : Biennale de Cincinnati
- 1955 : Musée de Gouda
- 1957 : galerie Sagot - Le Garrec, Paris
- 1958 : Nantes
- 1960 : Annemasse
- 2005 : Musée des beaux-arts de Poitiers, exposition au British Museum de Londres, Galerie d’Art Contemporaine à Paris, musée Frans Hals de Haarlem, musée de Groningen.

## Lithographies
Les lithographies de Louis Favre sont répertoriées et documentées dans le livre Contemporary Art, Masters of the Print publié par les éditions Mouton & Cie avec une préface de Peter Floyd, curateur du Victoria and Albert Museum de Londres. Le musée de Groningen possède un exemplaire de chacune de ses lithographies ainsi que quelques peintures. La documentation sur ses peintures est moins complète. L’artiste a réalisé un total de 44 grandes lithographies en tirage limité (généralement entre 45 et 55 copies)
- 1946 – Les Joueurs, Femme en Vert, Grenades, Masque
- 1947 – La Pianiste, Christ I, Duo, Spleen
- 1949 – Arlequin, la fenêtre, l’Oiseau
- 1950 – Nu, La Table, le Printemps Hollandais, Grand Spleen
- 1951 – Baladins, Tête de Femme, Clown bleu, Christ II, La Pendule
- 1952 – Le Vitrail, Bal Musette, Été, Été (variante air bleu), Femme assise, Africaine
- 1953 – Rencontre, Trinité Atomique, Danse, Sirène I, Sirène II, Cirque I, Cirque II, Cirque III
- 1954 – Christ en Croix, Piété, Les Deux Arlequins + variante A, Création d’Arlequin, Joie, Procession, La Nuit de Noël, Méditation, Saint François d’Assise.

Louis Favre a aussi illustré un certain nombre de livres et un calendrier : Une Saison en Enfer, Arthur Rimbaud (1947), Calendrier Mouton & Cie (1948), Le Corbeau, Edgar Poe (1949), Les Contes d’Edgar Poe (1950).

## Legs artistique
En 1993 la veuve de Louis Favre a légué au musée de Groningen (Pays-Bas) plus de 90 lithographies, dessins, gouaches, peintures à la cire et livres illustrés par son mari. La veuve de 93 ans avait conservé l’œuvre de son mari après sa mort, car c’était le souhait de l’artiste que sa collection soit léguée à un musée.